# Принсисипе де Астуриас
«Принсисипе де Астуриас» (исп.Príncipe de Asturias) — испанский крупный трансатлантический лайнер, имевший статус почтового судна, считавшийся в свое время флагманом испанского торгового флота, принадлежавший судоходной компании Pinillos. После отплытия из Барселоны в Буэнос-Айрес затонул у берегов Бразилии 5 марта 1916 года после столкновения с рифами. Погибли по меньшей мере 457 человек, спасено лишь 143 человека.
«Принсисипе де Астуриас» был последним океанским лайнером, построенным в Великобритании для испанской судоходной линии. После этого Sociedad Española de Construcción Naval (SECN) развила свои верфи, чтобы удовлетворить потребность испанского торгового флота в более крупных и современных судах. Корабль был назван в честь принца Астурийского, наследника испанской короны. Это один из нескольких кораблей, которые были так названы. Другие: 44-пушечный фрегат, потопленный в 1721 году, бывший шлюп класса «Акация HMS Iris», который был переоборудован в торговое судно в 1920 году и затонул в 1930 году, и испанский авианосец, который был спущен на воду в 1982 году и продан на металлолом в 2015 году.

## История
В начале XX века, в 1912 году, судоходная компания Pinillos, одна из самых важных в Испании в то время, спустила на воду крупнейшее торговое судно страны-трансатлантический почтовый пароход Infanta Isabel. Два года спустя был спущен на воду его брат-близнец, которого окрестили «Принсисипе де Астуриас». Оба парохода были построены на верфях Кингстона в порт-Глазго (Шотландия) компанией Russell & Co.
Безопасность на двух кораблях была очень развита: они имели несколько водонепроницаемых отсеков, как у Титаника, а корпус имел двойной слой во всю длину, считая несколько балластных цистерн с водой, которые можно было заполнять или опорожнять, тем самым регулируя устойчивость в любой ситуации.
Его первый рейс состоялся 16 августа 1914 года.
Помимо того, что он был мощным и современным кораблем, «Принсисипе де Астуриас» также был очень роскошным. На борту имелась библиотека в стиле Людовика XVI с книжными полками из красного дерева и кожаными клепаными сиденьями, а с палубы первого класса, которая служила местом отдыха, можно было увидеть красочные витражи, защищённые от ветра. Столовая была украшена панелями из японского дуба и рамами из грецкого ореха. Она также имела купол, увенчанный цветными кристаллами, поэтому вы могли наслаждаться естественным светом в течение дня.
Корабль располагал музыкальным залом, к которому вела прихожая, где была большая лестница с деревянными боковыми и поручнями. Пол этого зала был украшен персидскими коврами, которые использовались как танцпол. Пианино было построено специально для игры на борту.

## Последний рейс
Судно отправилось в свой последний рейс с Балеарского пирса в порту Барселоны в четверг, 17 февраля 1916 года, направляясь в Буэнос-Айрес. Его первая остановка была утром следующего дня в городе Валенсия. В субботу 19 февраля остановился в порту Альмерии, а рано утром в воскресенье 20 судно проходило у мыса Трафальгар. Он также остановился в понедельник утром в Кадисе и, наконец, в среду 23 в Пуэрто-де-ла-Лус на Гран-Канарии.
В последнем путешествии парохода капитаном был Хосе Лотина Абрискета, опытный моряк 44 лет, 15 из которых отслужил в судоходной компании Pinillos.
Официальных списков пассажиров и членов экипажа не существует или не сохранилось. Отмечается, что на борту судна находилось около 600 человек. Благодаря информации из прессы того времени, известна личность 411 из них. Большинство пассажиров имели испанское или аргентинское гражданство, хотя были также американские, перуанские и чилийские пассажиры. Выжили 59 пассажиров и 87 членов экипажа.
На борту находились несколько выдающихся людей, в том числе писатель Хуан Маус Пи, бизнесмен Луис Дескотт Журдан, промышленник Франсиско Чикиррин, дипломат Карл Фридерик Дейхман и выдающийся аргентинский юрист Педро Ноласко Ариас, сына тогдашней знаменитости Марии Санта-Крус Хуанито.
По некоторым данным, пароход перевозил 40 000 фунтов стерлингов золотом и 3364 почтовых сумок.
Самым выдающимся грузом, который перевозил пароход, было художественное произведение: памятник республике, также называемый монументом испанцев. Это было впечатляющее сооружение, включающее 20 статуй и конную статую аргентинского генерала Хосе де Сан-Мартина. Это был подарок от испанской общины, проживающей в Аргентине и Аргентинской Республики по случаю столетия независимости Аргентины от Испании, объявленной в 1816 году. Проект был задуман в 1908 году, чтобы быть готовым к 1910 году, к празднованию столетия. Работа прошла через несколько трудностей, которые задержали ее выполнение. Она была заказана каталонскому скульптору Августину Керолю Субирацу, который скончался, работая над ней 14 декабря 1909 года. Продолжил работу Чиприано Фольгерас Дойцтуа, следуя эскизам Кероля, но этот второй художник скончался через пять месяцев после принятия проекта. Закончил монумент Хосе Монтсеррат Портелья в мае 1914 года, после того, как монумент перенес новую задержку из-за забастовки в карьерах Каррары. В 1914 году он не мог быть отправлен в Буэнос-Айрес, поскольку был изъят семьей скульптора Кероля. Наконец, они сделали это в феврале 1916 года, с помощью «Принсисипе де Астуриас». Памятник утонул вместе с кораблем, но был открыт в 1927 году с копиями утраченных работ. Оригинальные скульптуры были спасены в 1991 году и выставлены в Рио-де-Жанейро.
В последние часы субботы, 4 марта, судно приближалось к порту Сантос на побережье Бразилии, но из-за непогоды оно не могло войти в него, оставаясь подверженным шторму недалеко от побережья. Рано утром в воскресенье, 5 марта, судно находилось к северу от полуострова Бузиус. Это была закрытая ночь с туманом, дождём, очень резким морем и сильным юго-западным ветром. Из-за неблагоприятных погодных условий и сильных течений судно отклонилось от курса в нескольких милях от берега. Когда экипаж предупредил о близости рифов, было поздно реагировать. В 4: 15 утра по корабельному времени пароход врезался в рифы, сильно повредив свой корпус на высоте машинного отделения. Попадание воды непосредственно в котлы спровоцировало сильный взрыв, обрекший судно на гибель. Кроме того, возникшая в результате этого кипящая вода, которая постепенно затопила корабль, обожгла и убила многих пассажиров и членов экипажа. Пароход резко рванул по правому борту и носу, мешая спуску спасательных шлюпок, хотя шлюпка № 1 была частично спущена. Из-за отказа котлов было прервано электроснабжение, поэтому радиотелеграфист Франсиско Котанда не смог отправить сигнал бедствия. В 4: 20 утра последний взрыв окончательно потопил судно. Катастрофа произошла всего за 10 минут.
Оставшиеся в живых поплыли и попытались добраться до относительно близкого берега. По оценкам, от 200 до 300 человек погибли от скал или утонули в бушующем море. Винодел Буэнавентура Розес сумел укрыться в лодке, которая осталась на плаву. Он поднял Антонио Линареса, рулевого, и других членов экипажа, таких, как бортовой врач Франсиско Сапата. При помощи одной только этой лодки, большими усилиями и героизмом они спасли из воды сотню выживших, доставив их на близлежащий пляж в Педрас-дура. В 12: 00 французское грузовое судно Vega обнаружило обломки кораблекрушения и подняло еще несколько выживших из воды.
6 марта испанский лайнер Patricio Satrústegui, следовавший из Рио-де-Жанейро, получил уведомление о потере лайнера и отправился в зону, где находилось затонувшее судно, чтобы спасти больше потерпевших кораблекрушение. Ему удалось найти только 6 трупов.